# FlashDevelop
FlashDevelop（フラッシュデベロップ）とは、オープンソースの統合開発環境であるSharpDevelopをベースに、Apache Flex 向けに改造を施し、ActionScript、MXML、Haxeでの開発に特化した統合開発環境。
Adobeが発売しているApahce Flex向け統合開発環境であるEclipseベースのAdobe Flash Builderとは異なり無償であり、また軽快に動作する。

## 対応している言語
以下の言語について、色分け、入力補完などをサポートしている。
- ActionScript (AS2, AS3)
- Haxe
- Loom
- HTML
- XML
  - MXML
- CSS
  - HSS
  - LESS
  - Sass, SCSS
- JavaScript
  - TypeScript
- C++
- C#
- PHP
- Python